# Richard Preston, I conde de Desmond
Richard Preston I, conde de Desmond (f. 28 de octubre de 1628), fue uno de los condes favoritos del rey Jacobo I de Inglaterra y VI de Escocia. En 1609, el rey lo nombró Lord Dingwall. En 1619, obtuvo el título de conde de Desmond.
En 1614, contrajo matrimonio con Lady Elizabeth Butler, hija y heredera del conde Thomas de Ormonde y de su segunda mujer, Elizabeth Sheffield, viuda de Theobald Butler, vizconde Butler de Tulleophelim.
El título de conde de Desmond se otorgó por primera vez a Richard a la dinastía hiberno-normanda de los Fitzgerald, tras la segunda de las Rebeliones de Desmond contra Isabel I de Inglaterra. Posteriormente, el título fue adjudicado por segunda vez a James Fitzgerald, un títere de la Corona que murió arruinado y sin descendencia. A continuación, se nombró conde a Richard Preston, cuyo fallecimiento extinguió su linaje. Una cuarta creación del título fue otorgada a la familia de los condes de Denbigh.
Alfred Webb explicó así la creación del condado de Desmond:
Thomas Butler, X conde de Ormonde, por derecho de su madre, Joan Fitzgerald, hija del XI Conde de Desmond, reclamó el condado después de la muerte e incapacitación de todos los herederos varones. Al casarse la hija de Joan  con Richard Preston, favorito de Jacobo I, el título le fue conferido. Pero cuando su única hija estuvo a punto de casarse con el hijo del Conde de Denbigh, el título pasó al novio. Aunque el matrimonio nunca tuvo lugar el título fue retenido [por] los Condes de Denbigh.
- Datos: Q7328504